# Frans Mortelmans

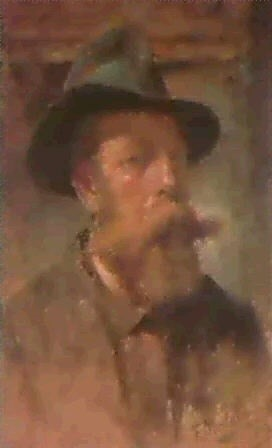
Frans Mortelmans (Selbstporträt, 1912)

Frans Mortelmans (* 1. Mai 1865 in Antwerpen; † 11. April 1936 ebenda) war ein belgischer Maler, der vor allem Blumen und Stillleben malte.

## Biografie

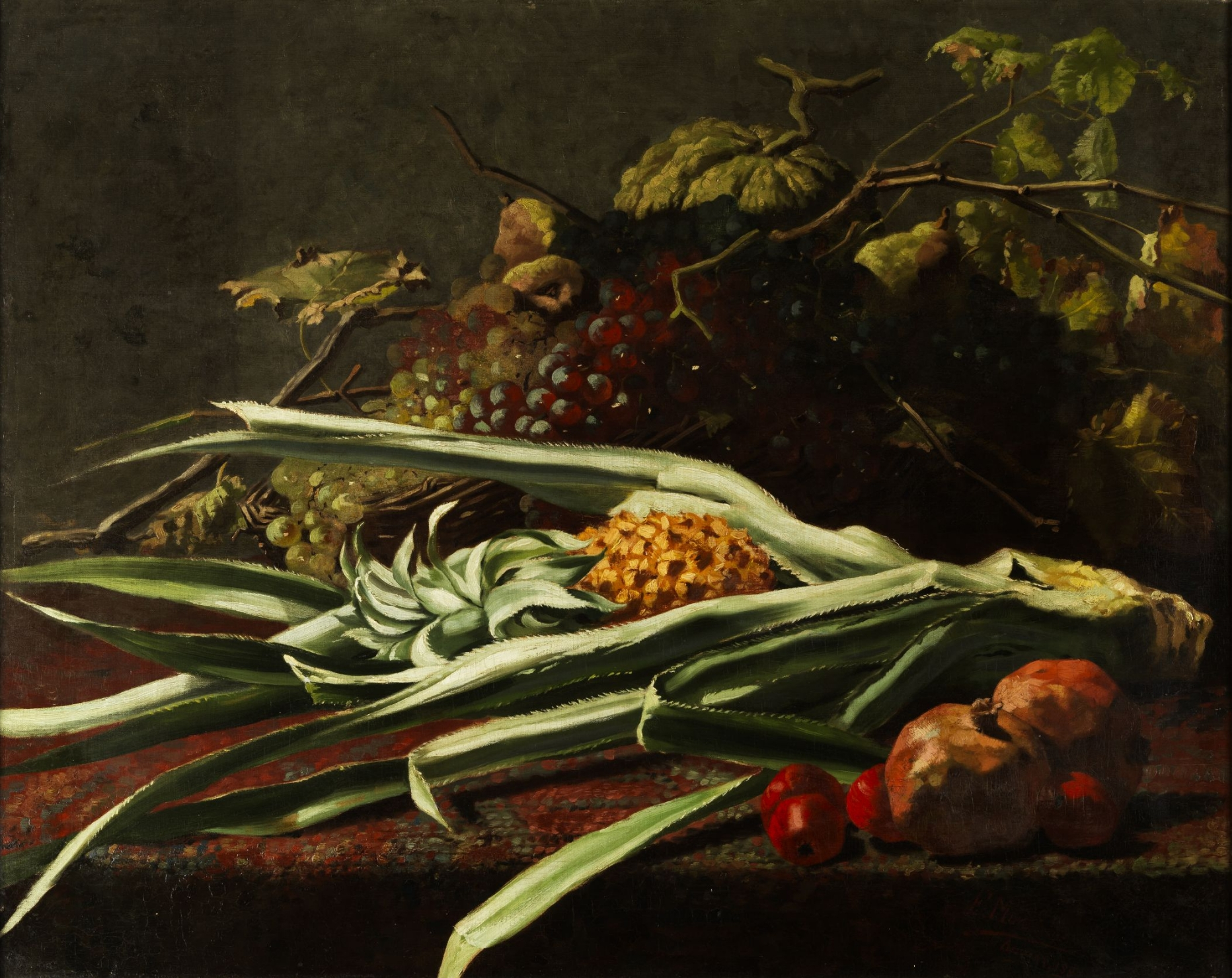
Frans Mortelmans, Stillleben mit Früchten, Öl auf Leinwand, 1882.

Frans Mortelmans war der erste Sohn des Antwerpener Druckers Karel Mortelmans und seiner Frau Isabella. Zu seinen fünf Geschwistern zählte der Musiker und Komponist Maler Lodewijk Mortelmans. Frans sollte eigentlich Klavier lernen, auf dem dann aber sein Bruder Lodewijk spielte, während er dafür dessen Zeichenstunden wahrnahm.
Mortelmans war Mitglied der Künstlergruppe „De Scalden“. Er stellte seine Bilder neben Antwerpen auch in Mechelen, Gent und Lüttich aus und verkaufte sie auch im Ausland. 1903 erwarb als erstes Museum das Königliche Museum der Schönen Künste seiner Heimatstadt eines seiner Aquarelle.
Er selbst lehrte als Professor an der Akademie im Antwerpener Stadtteil Berchem und war dort zuletzt auch stellvertretender Direktor. Er starb kinderlos.